# 两歧飘拂草
两歧飘拂草（学名：Fimbristylis dichotoma），也叫竹子飘拂草，为飘拂草属的種植物。本種廣泛分布於全球熱帶地區，可為一年生或多年生，植株可長至10-80公分高，根系為黑色、質地堅韌、呈纖維狀，具有根莖。